# China Cup 2018
La Gree China Cup International Football Championship 2018 (in cinese: 2018年格力中国杯国际足球锦标赛), è stata la seconda edizione della China Cup. Si è svolta dal 22 al 26 marzo 2018 nella città di Nanning.

## Partecipanti
L'8 novembre 2017 sono stati resi noti i partecipanti al torneo.
| Squadra   | Ranking FIFA (Dicembre 2016) |
| --------- | ---------------------------- |
| Galles    | 20                           |
| Uruguay   | 22                           |
| Rep. Ceca | 43                           |
| Cina      | 65                           |

## Incontri

### Tabellone
|  | Semifinali | Semifinali | Semifinali |         |        | Finale      | Finale      | Finale      |  |
|  |            |            |            |         |        |             |             |             |  |
|  | Cina       | Cina       | 0          |         |        |             |             |             |  |
|  | Cina       | Cina       | 0          |         |        |             |             |             |  |
|  | Galles     | Galles     | 6          |         |        |             |             |             |  |
|  | Galles     | Galles     | 6          |         | Galles | Galles      | 0           |             |  |
|  |            |            |            |         | Galles | Galles      | 0           |             |  |
|  |            |            | Uruguay    | Uruguay | 1      |             |             |             |  |
|  | Uruguay    | Uruguay    | Uruguay    | Uruguay | 1      | 2           |             |             |  |
|  | Uruguay    | Uruguay    |            |         |        | 2           |             |             |  |
|  | Rep. Ceca  | Rep. Ceca  | 0          |         |        | Terzo posto | Terzo posto | Terzo posto |  |
|  | Rep. Ceca  | Rep. Ceca  | 0          |         |        |             |             |             |  |
|  |            |            |            |         |        |             |             |             |  |
|  |            |            |            |         |        | Cina        | Cina        | 1           |  |
|  |            |            |            |         |        | Cina        | Cina        | 1           |  |
|  |            |            |            |         |        | Rep. Ceca   | Rep. Ceca   | 4           |  |

### Semifinali
| Arbitro: | Mohd Amirul Izwan Yaacob |

|  |           |                                             |
|  | Marcatori | 2’, 21’, 62’ Bale 38’, 58’ Vokes 45’ Wilson |

| Arbitro: | Saoud Al-Athbah |

|                              |           |  |
| Suárez 10’ (rig.) Cavani 27’ | Marcatori |  |

### Finale 3º - 4º posto
| Arbitro: | Chris Beath |

|                 |           |                                                 |
| Fan Xiaodong 5’ | Marcatori | 58’ Kalas 59’ Schick 62’ Krmenčík 78’ Kadeřábek |

### Finale
| Arbitro: | Salman Ahmad Falahi |

|  |           |            |
|  | Marcatori | 49’ Cavani |

3 reti
- Gareth Bale

2 reti
- Edinson Cavani
- Sam Vokes

1 rete
- Fan Xiaodong
- Michael Krmenčík
- Patrik Schick
- Pavel Kadeřábek
- Tomáš Kalas
- Luis Suárez
- Harry Wilson